# Карначівка
Карначі́вка — (Корначівка до 1919р) село в Україні, у Збаразькій міській громаді Тернопільського району Тернопільської області. Розташоване на річці Жирак, на півночі району. Раніше називалося Корначівка Перша. До 2020 центр сільради, якій було підпорядковане село Шили.
Населення — 317 осіб (2001 p.).

## Історія
Поблизу села виявлено поселення трипільської культури. На поверхні зібрано уламки кераміки, що зберігаються у Кременецькому краєзнавчому музеї. Розвідка О. Цинкаловського.
Перша писемна згадка — 1583 р. як власність князя Михайла Вишневецького (або брацлавського каштеляна, або його сина — чоловіка Раїни Могилянки-Вишневецької).
Діяли «Просвіта» та інші товариства.
На 1936 рік село входило до ґміни Білозірка Кременецького повіту.
12 червня 2020 року, відповідно до Розпорядження Кабінету Міністрів України від  № 724-р «Про визначення адміністративних центрів та затвердження територій територіальних громад Тернопільської області», село увійшло до складу Збаразької міської громади.
19 липня 2020 року, в результаті адміністративно-територіальної реформи та ліквідації Лановецького району, село увійшло до складу новоутвореного Тернопільського району.

## Пам'ятки
- Церква Успіння Пресвятої Богородиці (2007).
- Каплиця (1988)

## Соціальна сфера
Працюють загальноосвітня школа І ступеня, клуб, бібліотека, ФАП, ПСП «Зоря», торговельний заклад.

## Відомі люди

### Народилися
- Володимир Андрійчук — український вчений, доктор технічних наук
- Олег Крижовачук — господарник та громадський діяч

## Галерея

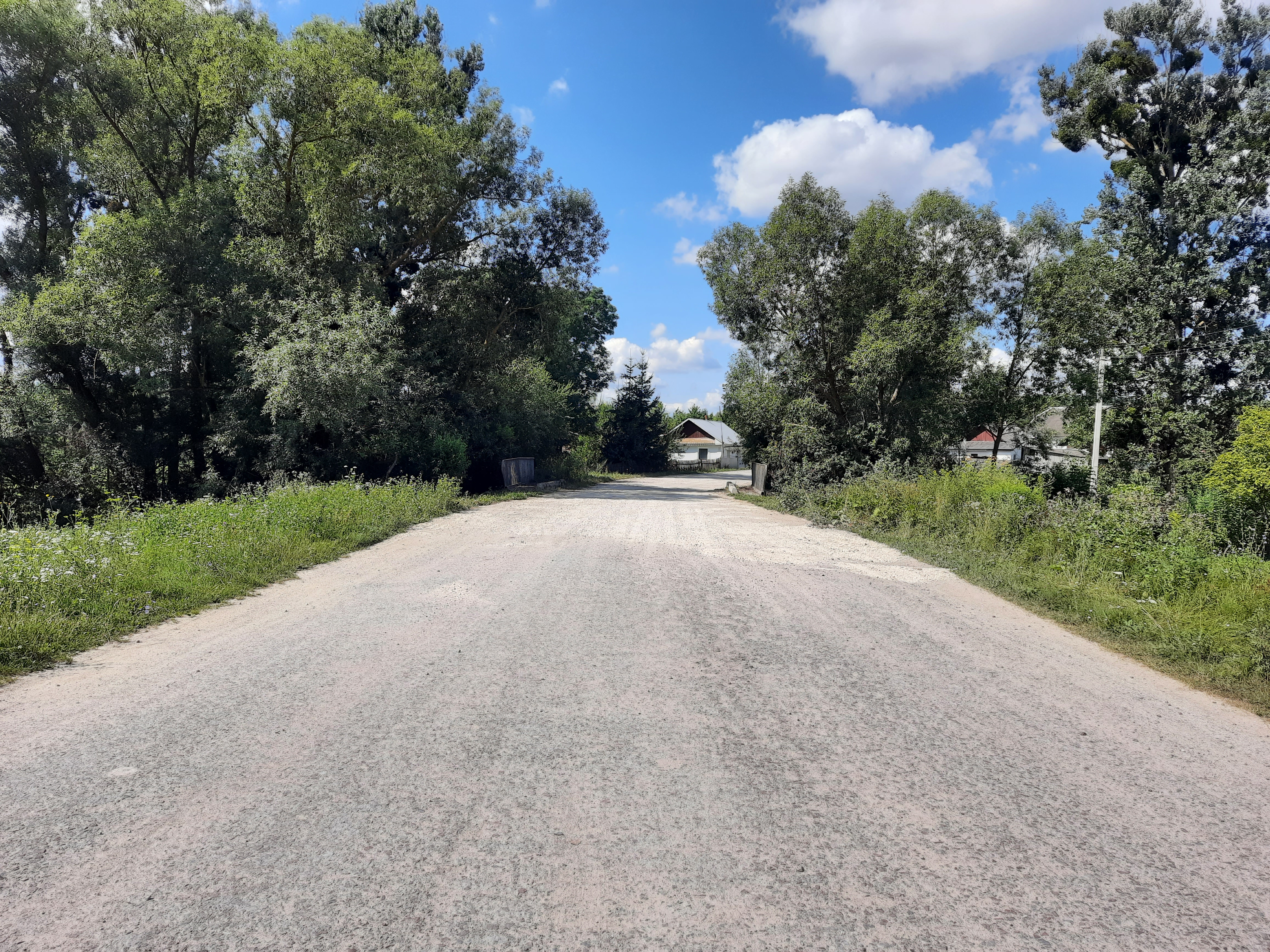
В'їзд у село
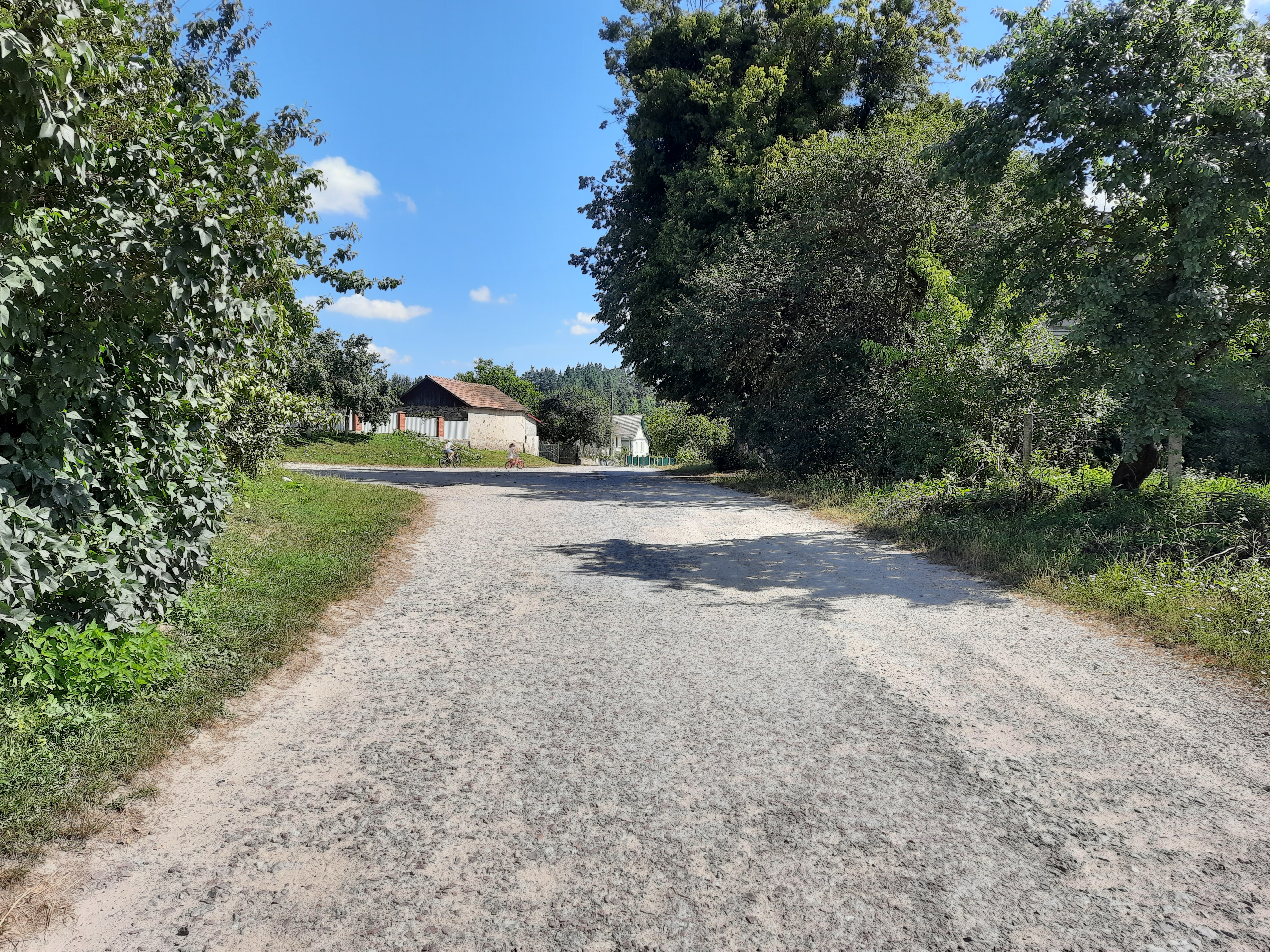
Сільська вулиця
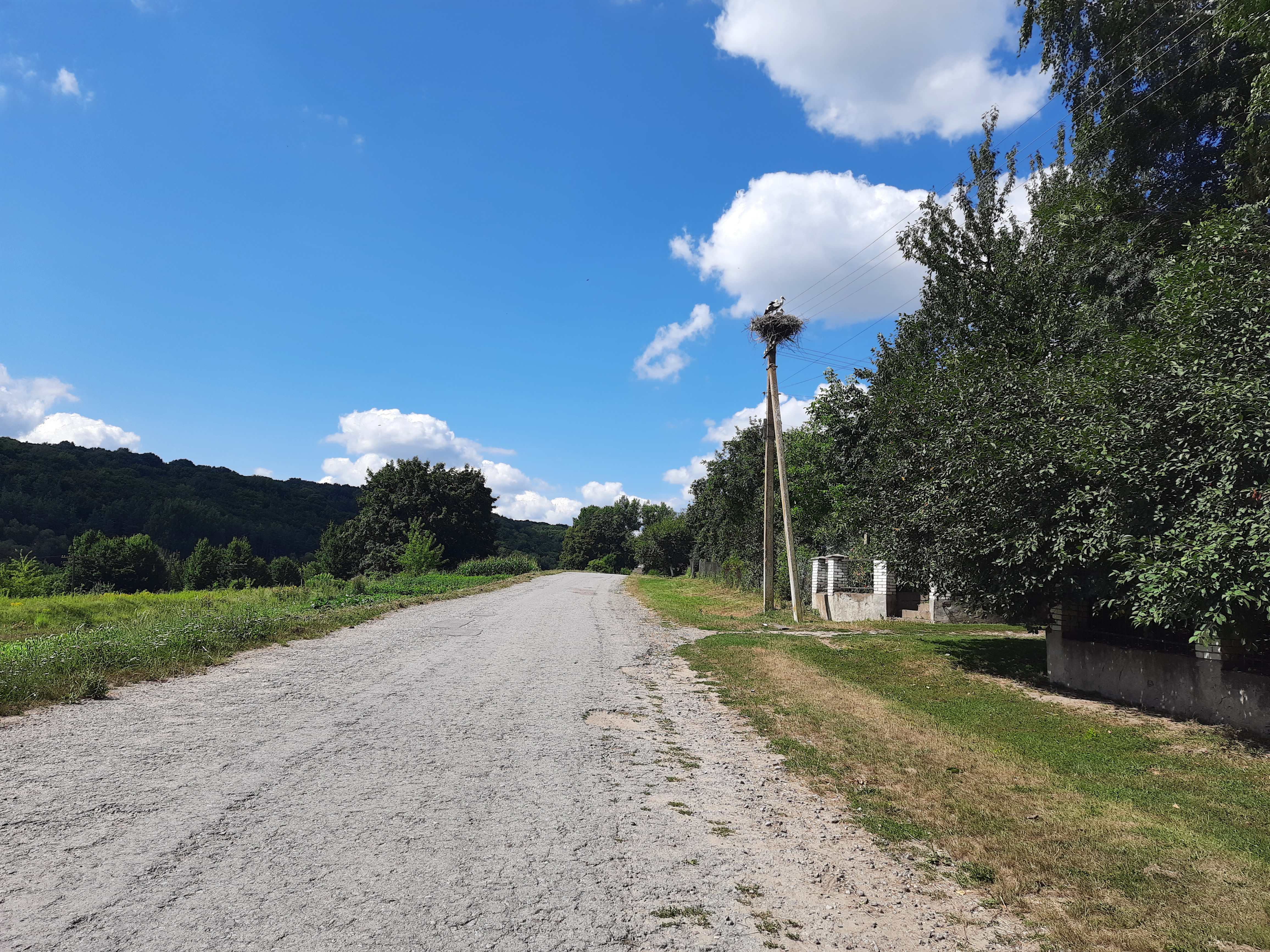
Сільський краєвид